# Made In America EP
Made In America fue publicado el 18 de junio de 2013. Cuenta con cuatro canciones originales y es el cuarto EP de Cimorelli.

## Lista de canciones
- "Made In America"
- "Wings (versión de estudio)"
- "The Way We Live"
- "Whatcha Think About Us"

- Datos: Q27058645